# Operophtera nigrescens
Operophtera nigrescens är en fjärilsart som beskrevs av Barend J. Lempke 1950. Operophtera nigrescens ingår i släktet Operophtera och familjen mätare. Inga underarter finns listade i Catalogue of Life.